# Ismaël Bennacer
Ismaël Bennacer (Arles, 1 december 1997) is een Algerijns-Frans voetballer die doorgaans als centrale middenvelder speelt. Hij tekende in augustus 2019 een contract tot medio 2024 bij AC Milan, dat €16.000.000,- voor hem betaalde aan Empoli. Bennacer debuteerde in 2016 in het Algerijns voetbalelftal.

## Clubcarrière

### Arles-Avignon
Bennacer debuteerde op 3 januari 2015 in de Coupe de France tegen Red Star FC in het profvoetbal en scoorde de enige treffer van zijn club, die met 2-1 verloor. Zes dagen later debuteerde hij in de Ligue 2, tegen US Orléans. Hij kwam in zijn debuutseizoen tot zes competitieduels.

### Arsenal
Bennacer tekende in 2015 een vijfjarig contract bij Arsenal. Daarvoor debuteerde hij op 27 oktober 2015 in de League Cup, tegen Sheffield Wednesday. Hij mocht van coach Arsène Wenger na negentien minuten invallen voor Theo Walcott. Ook onder meer Petr Čech, Per Mertesacker en Olivier Giroud speelden die wedstrijd mee. Het was zijn enige wedstrijd in anderhalf jaar bij Arsenal, waarna hij voor een halfjaar werd verhuurd aan Tours FC, dat eveneens uitkwam in de Ligue 2. Voor die club speelde hij zestien wedstrijden en scoorde hij eenmaal.

### Empoli
In de zomer van 2017 maakte Bennacer voor 1 miljoen euro de overstap naar Empoli, waarvoor hij op 26 augustus tegen Ternana zijn debuut maakte. Op 24 februari 2018 maakte hij tegen AS Cittadella zijn eerste doelpunt voor Empoli. In zijn eerste seizoen werd hij direct kampioen van de Serie B. Hij miste slechts drie competitiewedstrijden in het kampioensjaar. Op 19 augustus maakte hij tegen Cagliari zijn debuut in de Serie A. Hij speelde 37 Serie A-wedstrijden, maar kon niet voorkomen dat Empoli achttiende eindigde en terug naar de Serie B degradeerde. Bennacer daalde zelf niet mee af, hij kwam tot 73 wedstrijden voor Empoli.

### AC Milan
In de zomer van 2019 legde AC Milan ruim 17 miljoen euro neer voor Bennacer, die op 25 augustus tegen Udinese zijn debuut maakte voor de Milanezen. Op 18 juli 2020 maakte hij tegen Bologna zijn eerste doelpunt voor Milan. Hij speelde 35 wedstrijden in zijn eerste seizoen. Op 22 oktober 2020 maakte hij tegen Celtic zijn debuut in de Europa League. 
Bennacer maakte op 15 september 2021 tegen Liverpool zijn debuut in de Champions League, maar in een poule met verder Atlético Madrid en FC Porto pakte de ploeg slechts vier punten. Wel werd de club dat seizoen voor het eerst in elf jaar kampioen van Italië. 
Op 5 oktober 2022 in de Champions League tegen Chelsea was Bennacer voor het eerst aanvoerder van Milan, bij afwezigheid van Davide Calabria.  Dat seizoen bereikte Bennacer met AC Milan de halve finale van de Champions League, waarin het werd uitgeschakeld door rivaal Internazionale. 

## Clubstatistieken
| Seizoen | Club          | Competitie     | Competitie | Competitie | Beker | Beker | Europa | Europa | Totaal | Totaal |
| Seizoen | Club          | Competitie     | Wed.       | Dlp.       | Wed.  | Dlp.  | Wed.   | Dlp.   | Wed.   | Dlp.   |
| ------- | ------------- | -------------- | ---------- | ---------- | ----- | ----- | ------ | ------ | ------ | ------ |
| 2014/15 | Arles-Avignon | Ligue 2        | 6          | 0          | 1     | 1     | –      | –      | 7      | 1      |
| 2015/16 | Arsenal       | Premier League | 0          | 0          | 1     | 0     | –      | –      | 1      | 0      |
| 2016/17 | Arsenal       | Premier League | 0          | 0          | 0     | 0     | –      | –      | 0      | 0      |
| 2016/17 | → Tours       | Ligue 2        | 16         | 1          | 0     | 0     | –      | –      | 16     | 1      |
| 2017/18 | Empoli        | Serie B        | 39         | 2          | 0     | 0     | –      | –      | 39     | 2      |
| 2018/19 | Empoli        | Serie A        | 37         | 0          | 1     | 0     | –      | –      | 38     | 0      |
| 2019/20 | AC Milan      | Serie A        | 31         | 1          | 4     | 0     | –      | –      | 35     | 1      |
| 2020/21 | AC Milan      | Serie A        | 21         | 0          | 0     | 0     | 9      | 0      | 30     | 0      |
| 2021/22 | AC Milan      | Serie A        | 31         | 2          | 3     | 0     | 6      | 0      | 40     | 2      |
| 2022/23 | AC Milan      | Serie A        | 28         | 2          | 2     | 0     | 10     | 1      | 40     | 3      |
| 2023/24 | AC Milan      | Serie A        | 20         | 2          | 0     | 0     | 5      | 0      | 25     | 2      |
| 2024/25 | AC Milan      | Serie A        | 1          | 0          | 0     | 0     | 0      | 0      | 1      | 0      |
| Totaal  | Totaal        | Totaal         | 230        | 10         | 12    | 1     | 30     | 1      | 272    | 12     |

## Interlandcarrière
Bennacer debuteerde in maart 2015 in Frankrijk –18, waarvoor hij één treffer maakte in vier interlands. Hij debuteerde in 2015 ook in Frankrijk –19. Bennacer heeft een Marokkaanse vader waardoor hij ook voor het Marokkaanse elftal kon uitkomen, maar hij debuteerde in 2016 in het Algerijns voetbalelftal. Hij maakte deel uit van de Algerijnse selectie op het Afrikaans kampioenschap 2017, maar kwam hierop niet in actie. Dat deed hij wel op het Afrikaans kampioenschap 2019, dat hij als basisspeler won met zijn ploeggenoten. Na afloop van de finale werd Bennacer bovendien uitgeroepen tot beste speler van het toernooi.

## Erelijst
| Competitie         | Aantal | Jaren   |
| Empoli             | Empoli | Empoli  |
| ------------------ | ------ | ------- |
| Kampioen Serie B   | 1x     | 2017/18 |
| AC Milan           |        |         |
| Kampioen Serie A   | 1x     | 2021/22 |
| Algerije           |        |         |
| Afrikaans kampioen | 1x     | 2019    |